# Liste der Monuments historiques in Bouligney
Die Liste der Monuments historiques in Bouligney führt die Monuments historiques in der französischen Gemeinde Bouligney auf.

## Liste der Immobilien
| Bezeichnung                             | Beschreibung | Standort                          | Kennzeichnung | Schutzstatus | Datum | Bild           |
| --------------------------------------- | --- | --------------------------------- | ------------- | ------------ | ----- | -------------- |
| Rat- und Waschhaus mit Napoleonsbrunnen | Waschhaus, zwischen 1832 und 1834 erbaut, Architekt Pierre Mougenot, 1840 mit Ratssaal überbaut, Turmuhr von 1870; Brunnen mit Gusseisenskulptur von 1840 | 4 place Napoléon (Lage)           | PA70000001    | Inscrit      | 1996  | weitere Bilder |
| Pestfriedhof                            | während des Dreißigjährigen Krieges angelegt; zwei Grabsteine, beide bezeichnet 1637                                                                      | nördlich des Ortes im Wald (Lage) | PA70000094    | Inscrit      | 2009  |                |

## Liste der Objekte
| Bezeichnung                          | Beschreibung                                                                                     | Standort                         | Kennzeichnung | Schutzstatus   | Datum | Bild           |
| ------------------------------------ | ------------------------------------------------------------------------------------------------ | -------------------------------- | ------------- | -------------- | ----- | -------------- |
| Drei-Königs-Altar                    | rechter Seitenaltar; Altartisch und Retabel; Holz, farbig gefasst und vergoldet, 18. Jahrhundert | in der Kirche St-Eustaise (Lage) | PM70003726    | Inscrit        | 1974  |                |
| Skulpturengruppe Heilige drei Könige | Holz, farbig gefasst und vergoldet, Anfang des 19. Jahrhunderts                                  | in der Kirche St-Eustaise (Lage) | PM70001883    | Inscrit        | 2004  |                |
| Mariä-Himmelfahrts-Altar             | linker Seitenaltar; Altartisch und Retabel; Holz, farbig gefasst und vergoldet, 18. Jahrhundert  | in der Kirche St-Eustaise (Lage) | PM70000133    | Classé         | 1974  |                |
| Kelch                                | Silber, bezeichnet 1817                                                                          | in der Kirche St-Eustaise (Lage) | PM70001884    | Inscrit        | 2004  |                |
| Vier Altarleuchter                   | Bronze, Anfang des 19. Jahrhunderts                                                              | in der Kirche St-Eustaise (Lage) | PM70001886    | Inscrit        | 2004  |                |
| Altarkreuz                           | Bronze, Anfang des 19. Jahrhunderts                                                              | in der Kirche St-Eustaise (Lage) | PM70001887    | Inscrit        | 2004  |                |
| Skulptur eines Bischofs              | Holz, farbig gefasst, 17. oder 18. Jahrhundert                                                   | in der Kirche St-Eustaise (Lage) | PM70001888    | Inscrit        | 2004  |                |
| Skulptur Napoleon Bonaparte          | Gusseisen, bemalt, 1840 in den Forges de Varigney gegossen                                       | Place Napoléon (Lage)            | PM70002090    | Classé Inscrit | 2003  | weitere Bilder |
| Hauptaltar                           | Altartisch, Tabernakel und zwei Skulpturen; Holz, farbig gefasst und vergoldet, 18. Jahrhundert  | in der Kirche St-Eustaise (Lage) | PM70002206    | Classé         | 1974  |                |
| Skulptur Heiliger Nikolaus           | Holz, 17. oder 18. Jahrhundert                                                                   | in der Kirche St-Eustaise (Lage) | PM70002207    | Inscrit        | 1974  |                |
| Skulptur Heilige Anna                | Holz, 17. oder 18. Jahrhundert                                                                   | in der Kirche St-Eustaise (Lage) | PM70002208    | Inscrit        | 1974  |                |
| Skulptur Heiliger Isidor             | Holz, 17. oder 18. Jahrhundert                                                                   | in der Kirche St-Eustaise (Lage) | PM70002209    | Inscrit        | 1974  |                |
| Pietà                                | Holz, 17. oder 18. Jahrhundert                                                                   | in der Kirche St-Eustaise (Lage) | PM70002210    | Inscrit        | 1974  |                |
| Zwei Skulpturen von Bischöfen        | Holz, 18. Jahrhundert                                                                            | in der Kirche St-Eustaise (Lage) | PM70002211    | Inscrit        | 1974  |                |
| Statuenreliquiar Madonna mit Kind    | Holz, 18. Jahrhundert                                                                            | in der Kirche St-Eustaise (Lage) | PM70002212    | Inscrit        | 1974  |                |